# Fresselines
Fresselines est une commune française située dans le département de la Creuse, en région Nouvelle-Aquitaine.

## Géographie

### Communes limitrophes
Les communes limitrophes sont  Chambon-Sainte-Croix, Crozant, La Celle-Dunoise, Lourdoueix-Saint-Michel, Lourdoueix-Saint-Pierre, Maison-Feyne, Nouzerolles, Saint-Plantaire et Villard.
| Saint-Plantaire Indre | Orsennes Indre   | Lourdoueix-Saint-Michel Indre                |
| Crozant               | Fresselines      | Nouzerolles                                  |
| Maison-Feyne Villard  | La Celle-Dunoise | Lourdoueix-Saint-Pierre Chambon-Sainte-Croix |

### Climat
Pour des articles plus généraux, voir Climat de la Nouvelle-Aquitaine et Climat de la Creuse.
Historiquement, la commune est dans une zone de transition entre le climat océanique limousin et le climat montagnard.  
En 2020, Météo-France publie une typologie des climats de la France métropolitaine dans laquelle la commune est dans une zone de transition entre le climat océanique altéré et le climat de montagne et est dans la région climatique  Ouest et nord-ouest du Massif Central, caractérisée par une pluviométrie annuelle de 900 à 1 500 mm, maximale en automne et en hiver.
Pour la période 1971-2000, la température annuelle moyenne est de 11,1 °C, avec une amplitude thermique annuelle de 15,3 °C. Le cumul annuel moyen de précipitations est de 909 mm, avec 12,2 jours de précipitations en janvier et 7,6 jours en juillet. Pour la période 1991-2020, la température moyenne annuelle observée sur la station météorologique la plus proche, située sur la commune de Dun-le-Palestel à 9 km à vol d'oiseau, est de 11,4 °C et le cumul annuel moyen de précipitations est de 920,3 mm,. Pour l'avenir, les paramètres climatiques de la commune estimés pour 2050 selon différents scénarios d'émission de gaz à effet de serre sont consultables sur un site dédié publié par Météo-France en novembre 2022.

## Urbanisme

### Typologie
Au 1er janvier 2024, Fresselines est catégorisée commune rurale à habitat très dispersé, selon la nouvelle grille communale de densité à 7 niveaux définie par l'Insee en 2022.
Elle est située hors unité urbaine et hors attraction des villes,.

### Occupation des sols
L'occupation des sols de la commune, telle qu'elle ressort de la base de données européenne d’occupation biophysique des sols Corine Land Cover (CLC), est marquée par l'importance des territoires agricoles (79,2 % en 2018), une proportion identique à celle de 1990 (79,2 %). La répartition détaillée en 2018 est la suivante : 
zones agricoles hétérogènes (37,5 %), prairies (34,8 %), forêts (18,4 %), terres arables (6,9 %), zones urbanisées (1,6 %), eaux continentales (0,7 %). L'évolution de l’occupation des sols de la commune et de ses infrastructures peut être observée sur les différentes représentations cartographiques du territoire : la carte de Cassini (XVIIIe siècle), la carte d'état-major (1820-1866) et les cartes ou photos aériennes de l'IGN pour la période actuelle (1950 à aujourd'hui).

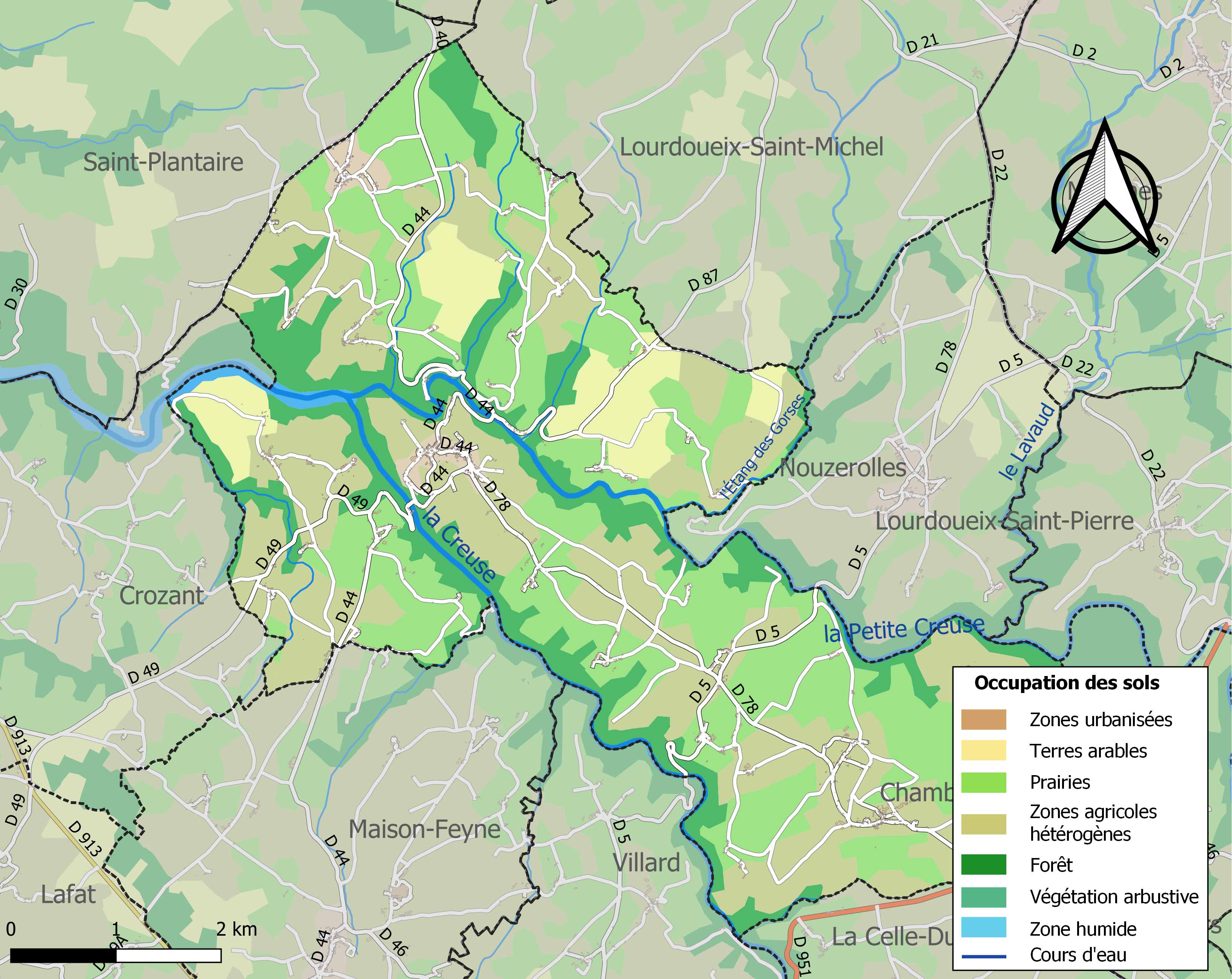
Carte des infrastructures et de l'occupation des sols de la commune en 2018 (CLC).

### Risques majeurs
Le territoire de la commune de Fresselines est vulnérable à différents aléas naturels : météorologiques (tempête, orage, neige, grand froid, canicule ou sécheresse), inondations et séisme (sismicité faible). Il est également exposé à un risque technologique, la rupture d'un barrage, et à un risque particulier : le risque de radon. Un site publié par le BRGM permet d'évaluer simplement et rapidement les risques d'un bien localisé soit par son adresse soit par le numéro de sa parcelle.

#### Risques naturels
Certaines parties du territoire communal sont susceptibles d’être affectées par le risque d’inondation par débordement de cours d'eau, notamment la Creuse et la Petite Creuse. La commune a été reconnue en état de catastrophe naturelle au titre des dommages causés par les inondations et coulées de boue survenues en 1982, 1999 et 2008,.

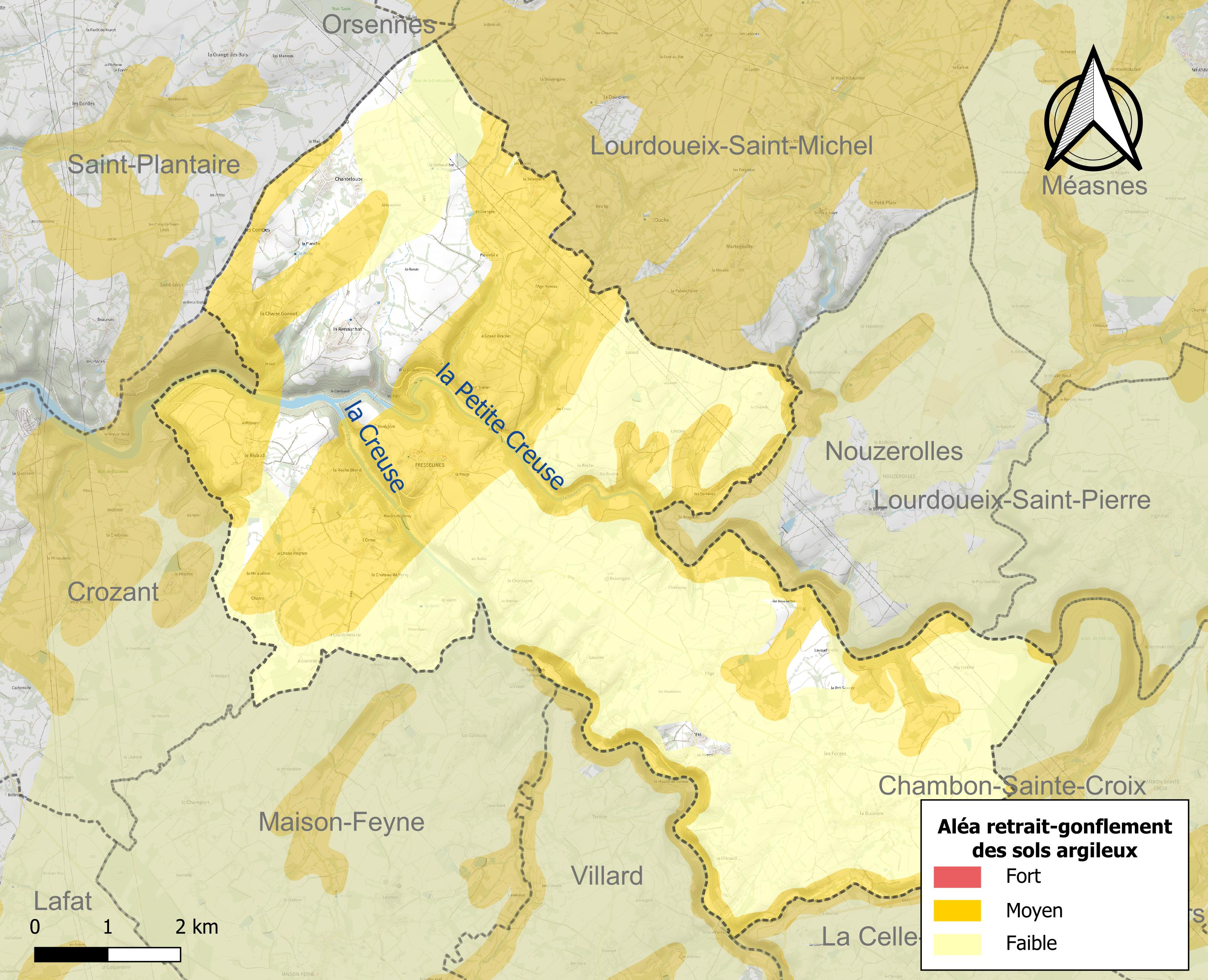
Carte des zones d'aléa retrait-gonflement des sols argileux de Fresselines.

Le retrait-gonflement des sols argileux est susceptible d'engendrer des dommages importants aux bâtiments en cas d’alternance de périodes de sécheresse et de pluie. 40,6 % de la superficie communale est en aléa moyen ou fort (33,6 % au niveau départemental et 48,5 % au niveau national). Sur les 589 bâtiments dénombrés sur la commune en 2019, 293 sont en aléa moyen ou fort, soit 50 %, à comparer aux 25 % au niveau départemental et 54 % au niveau national. Une cartographie de l'exposition du territoire national au retrait gonflement des sols argileux est disponible sur le site du BRGM,.
Par ailleurs, afin de mieux appréhender le risque d’affaissement de terrain, l'inventaire national des cavités souterraines permet de localiser celles situées sur la commune.
Concernant les mouvements de terrains, la commune a été reconnue en état de catastrophe naturelle au titre des dommages causés par des mouvements de terrain en 1999.

#### Risques technologiques
La commune est en outre située en aval du  barrage de Confolent, un ouvrage sur la Creuse de classe A soumis à PPI, disposant d'une retenue de 4,7 millions de mètres cubes. À ce titre elle est susceptible d’être touchée par l’onde de submersion consécutive à la rupture de cet ouvrage.

#### Risque particulier
Dans plusieurs parties du territoire national, le radon, accumulé dans certains logements ou autres locaux, peut constituer une source significative d’exposition de la population aux rayonnements ionisants. Certaines communes du département sont concernées par le risque radon à un niveau plus ou moins élevé. Selon la classification de 2018, la commune de Fresselines est classée en zone 3, à savoir zone à potentiel radon significatif.

## Histoire
Le nom de Fresselines dérive du latin fraxinus (le frêne). Situé au confluent de la Petite et de la Grande Creuse, ce petit bourg a séduit le nostalgique poète Maurice Rollinat (1846-1903), qui, lassé de la vie parisienne, a choisi de s'y retirer en septembre 1883. Ses amis parisiens ne l'ont pourtant pas oublié. Et notamment Gustave Geffroy, qui invitera Claude Monet à l'accompagner dans une visite qu'il rend à son ami Rollinat. Monet y séjournera en mars-avril 1889. Il y réalisera 23 toiles, aujourd'hui conservées pour la plupart dans des musées étrangers.
Le territoire communal est traversé par le sentier de grande randonnée de pays du Val de Creuse.

## Politique et administration

### Liste des maires
| Période                                  | Période  | Identité             | Étiquette | Qualité                      |
| ---------------------------------------- | -------- | -------------------- | --------- | ---------------------------- |
| avant 1981                               | ?        | Max Durand           | PCF       |                              |
| 1989                                     | 2014     | Jean-Claude Dugenest | PS        | conseiller général 2002-2008 |
| 2014                                     | 2020     | Vincent Fortineau    | DVG       | Fonctionnaire                |
| 2020                                     | 2023     | Jean-Louis Laverdant |           | Retraité, décédé en fonction |
| 20 mars 2023                             | En cours | Jean-Claude Dugenest |           |                              |
| Les données manquantes sont à compléter. |          |                      |           |                              |

## Démographie
L'évolution du nombre d'habitants est connue à travers les recensements de la population effectués dans la commune depuis 1793. Pour les communes de moins de 10 000 habitants, une enquête de recensement portant sur toute la population est réalisée tous les cinq ans, les populations de référence des années intermédiaires étant quant à elles estimées par interpolation ou extrapolation. Pour la commune, le premier recensement exhaustif entrant dans le cadre du nouveau dispositif a été réalisé en 2007.

En 2022, la commune comptait 501 habitants, en évolution de −2,72 % par rapport à 2016 (Creuse : −3,32 %, France hors Mayotte : +2,11 %).
| 1793  | 1800  | 1806  | 1821  | 1831  | 1836  | 1841  | 1846  | 1851  |
| ----- | ----- | ----- | ----- | ----- | ----- | ----- | ----- | ----- |
| 1 455 | 1 558 | 1 514 | 1 552 | 1 883 | 1 895 | 1 888 | 1 964 | 2 078 |

| 1856  | 1861  | 1866  | 1872  | 1876  | 1881  | 1886  | 1891  | 1896  |
| ----- | ----- | ----- | ----- | ----- | ----- | ----- | ----- | ----- |
| 1 903 | 1 922 | 1 891 | 1 913 | 1 981 | 1 880 | 1 988 | 1 868 | 1 821 |

| 1901  | 1906  | 1911  | 1921  | 1926  | 1931  | 1936  | 1946  | 1954  |
| ----- | ----- | ----- | ----- | ----- | ----- | ----- | ----- | ----- |
| 1 800 | 1 786 | 1 727 | 1 518 | 1 499 | 1 435 | 1 445 | 1 332 | 1 256 |

| 1962  | 1968  | 1975 | 1982 | 1990 | 1999 | 2006 | 2007 | 2012 |
| ----- | ----- | ---- | ---- | ---- | ---- | ---- | ---- | ---- |
| 1 189 | 1 123 | 983  | 846  | 735  | 671  | 636  | 631  | 559  |

| 2017 | 2022 | - | - | - | - | - | - | - |
| ---- | ---- | - | - | - | - | - | - | - |
| 498  | 501  | - | - | - | - | - | - | - |

## Lieux et monuments
- Église Saint-Julien de Brioude (XIIe-XVe), avec d'intéressantes statues, notamment celle de saint Julien, représenté en armure, datée du XVIe siècle. Sur le mur extérieur est, on peut voir un bas relief, œuvre d'Auguste Rodin, en hommage à Maurice Rollinat[27], mais elle n'est pas signée, l'artiste n'ayant pas été payé pour cette commande. L'autel en pierre est une œuvre intitulée Me voici, je viens (1965) de la sculptrice Anna Quinquaud.
- Chapelle Saint-Gilles des Forges, inscrite au titre des monuments historiques en 2004[28].

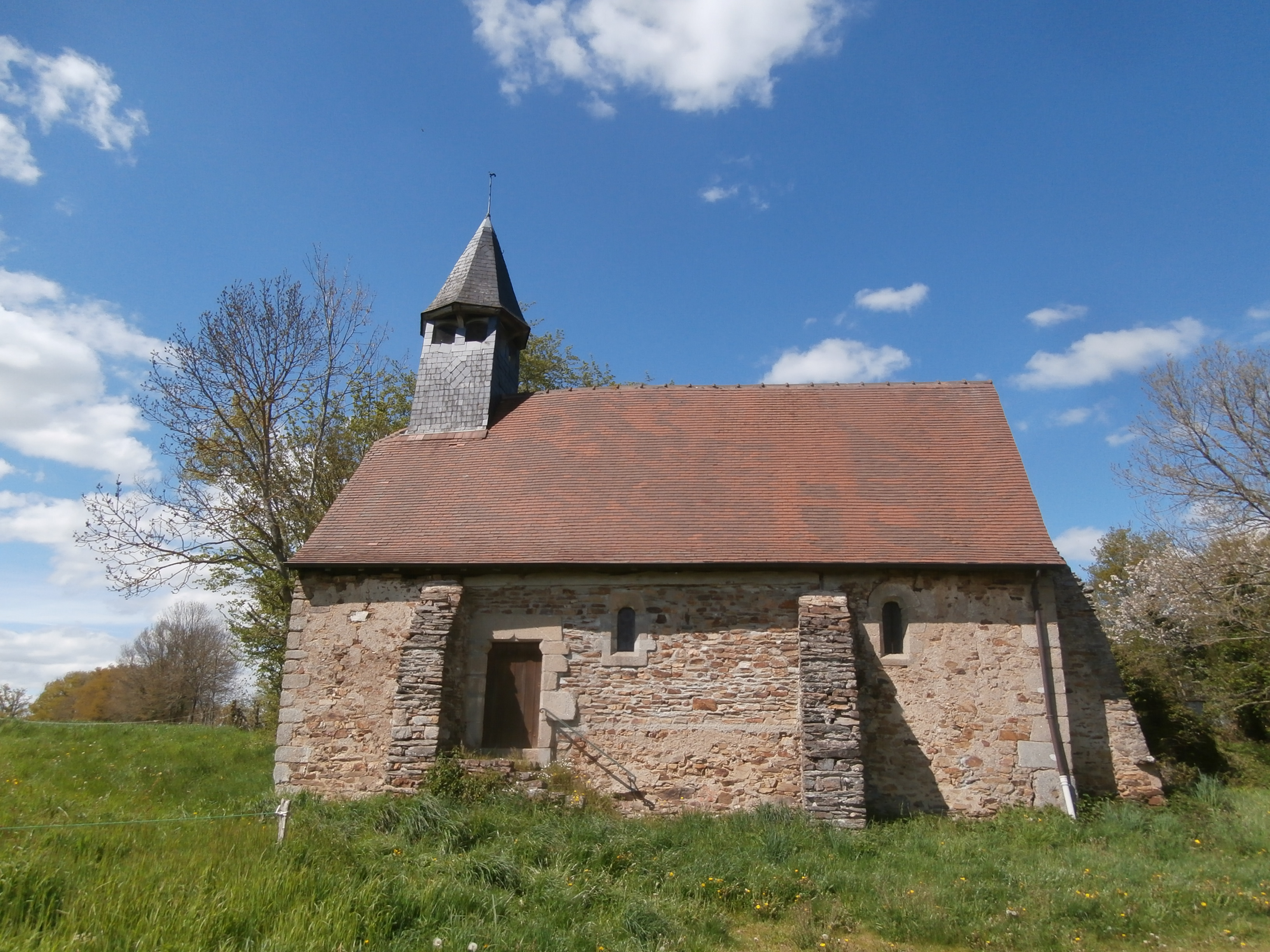
Chapelle Saint-Gilles des Forges.

- Espace Monet-Rollinat, lieu de mémoire en hommage à Maurice Rollinat et à Claude Monet et lieu d'expositions temporaires.
- Château de Puy-Guillon, XIVe siècle, propriété privée.

### Cartes postales anciennes

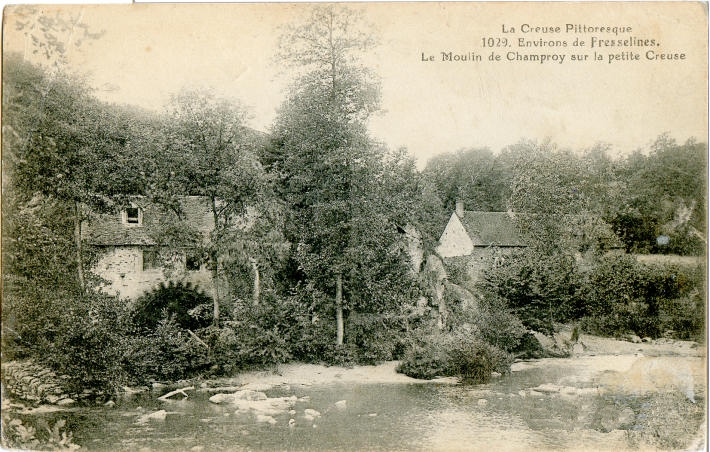
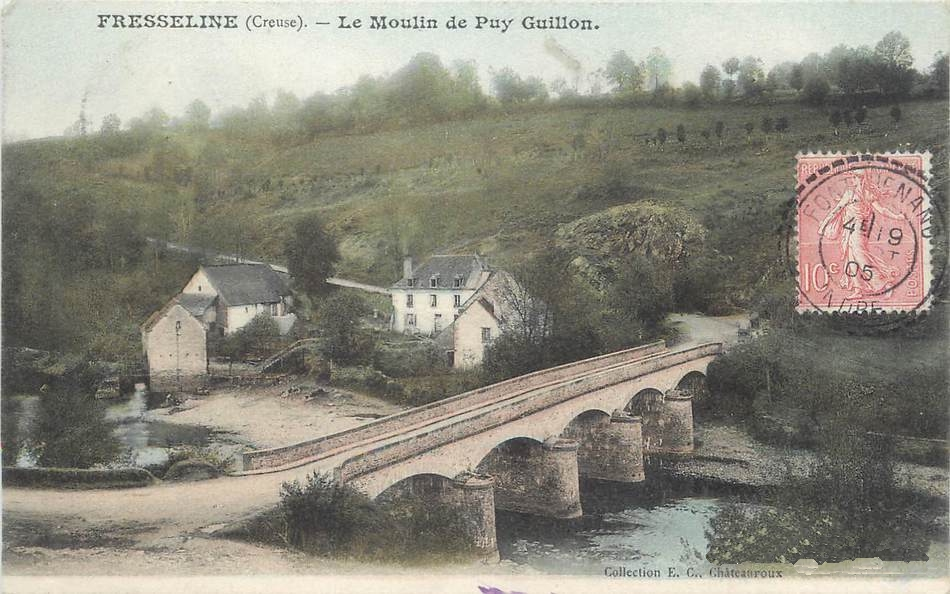
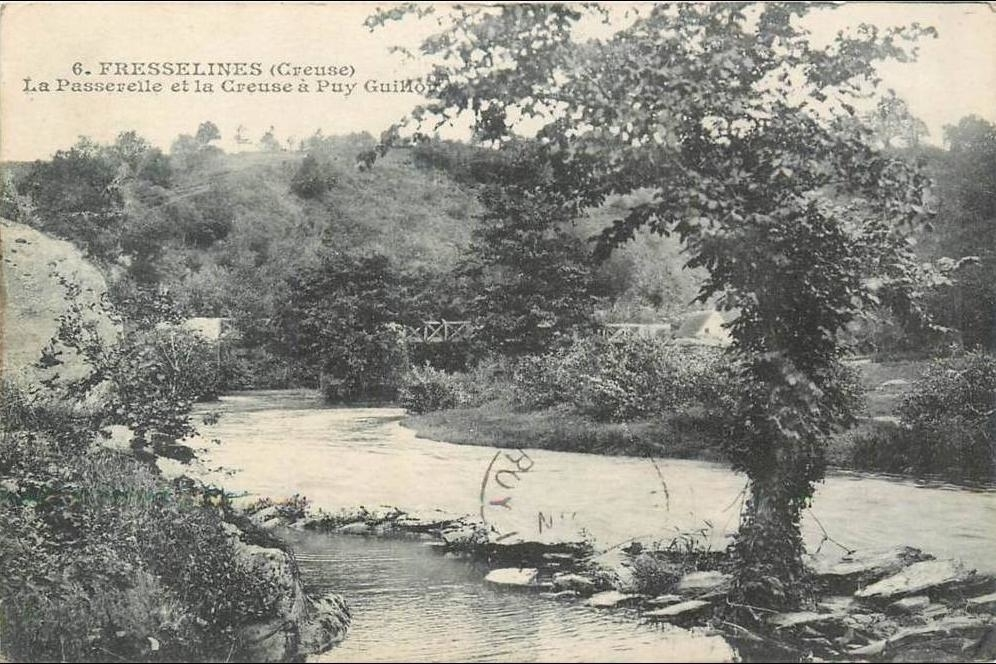
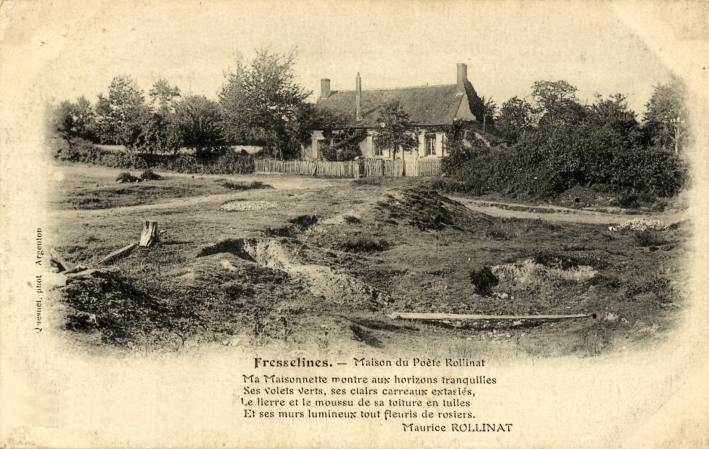
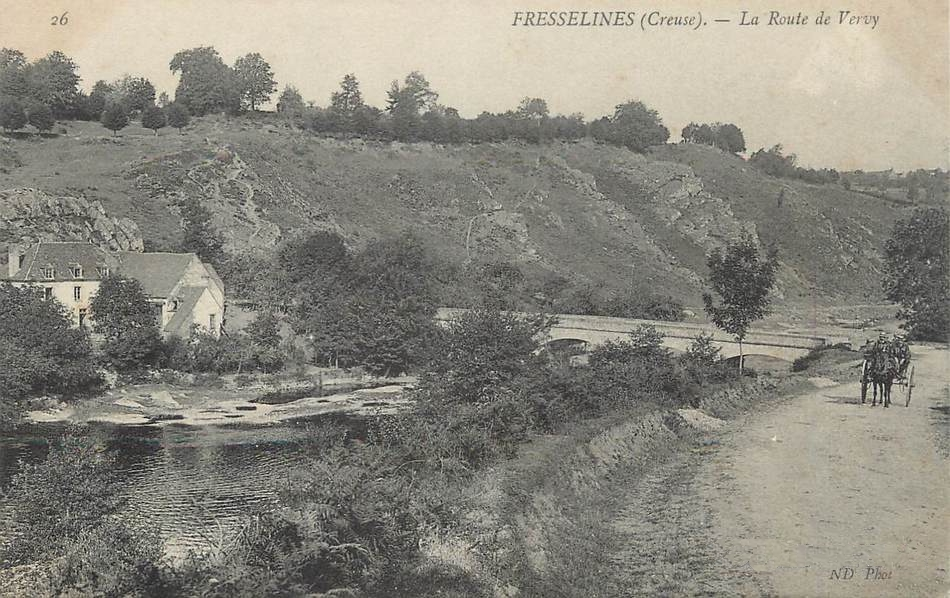
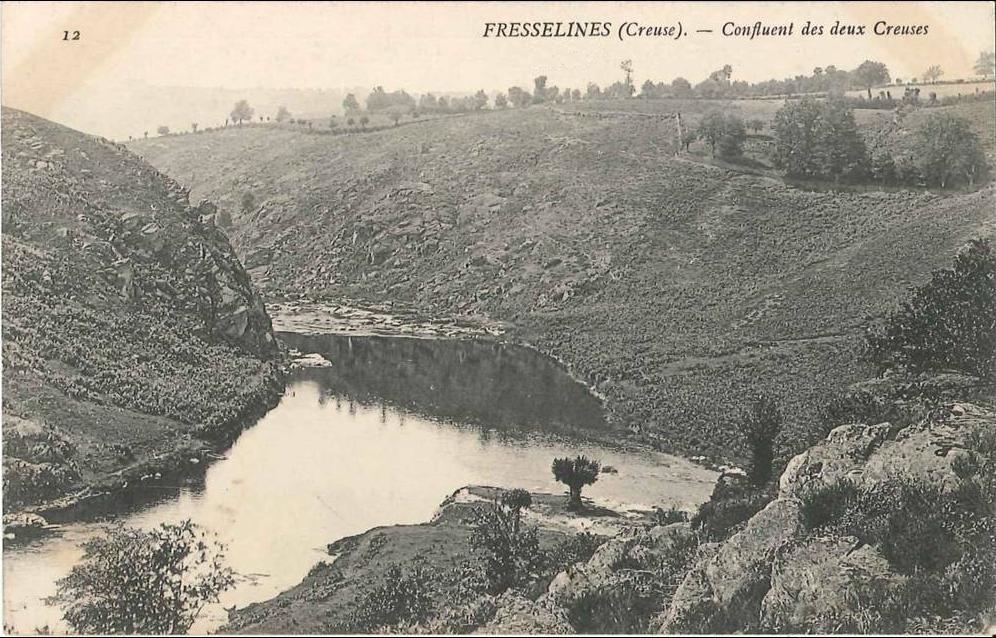

## Personnalités liées à la commune
- Claude Monet[29].

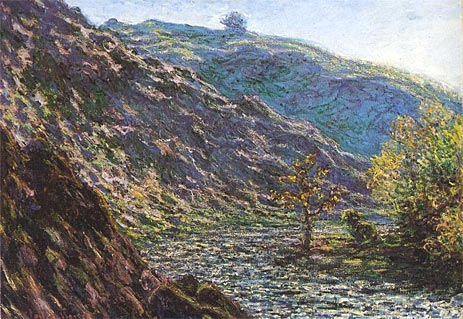
La Petite Creuse de Claude Monet.

- Maurice Rollinat, qui y séjourne à partir de l'automne 1883 et jusqu'à sa mort, à Puyguillon puis dans la Maison de la Pouge qui devient le cœur d'une vie intellectuelle et artistique, en particulier avec Claude Monet qui y réside plusieurs mois et y peint vingt-trois tableaux, et les peintres de l'école de Crozant.
- Les peintres Léon Detroy (1857-1955) et son élève André Villeboeuf (1893-1956) ont tous deux peint des vues du village de Fresselines.
- André Bardon (1901-1965), homme politique français.